# Crotalaria gamwelliae
Crotalaria gamwelliae är en ärtväxtart som beskrevs av Baker f.. Crotalaria gamwelliae ingår i släktet sunnhampor, och familjen ärtväxter. Inga underarter finns listade i Catalogue of Life.